# Borris Goetz
Borris Goetz (* 23. Juli 1915 in Frankfurt am Main; † 23. August 1998 in Bad Münster am Stein-Ebernburg) war ein deutscher Maler und Graphiker. 

## Leben
Borris Goetz studierte von 1933 bis 1935 an der Städelschule in Frankfurt am Main bei Johann Vincenz Cissarz und Karl Peter Röhl. 1935 wurde er Volontär im Atelier des Gebrauchsgraphikers Hans Bohn, im Jahr darauf in der Bauerschen Gießerei. Anschließend arbeitete er als Grafiker in Berlin und absolvierte dort ein Abendstudium in der „Klosterstrasse“. 1937 reiste er in die Schweiz, nach Italien und Südfrankreich, wo er annähernd zwei Jahre verbrachte. Er ging nach Cannes und begegnete unter anderem Picasso und Matisse. In dieser Zeit lernte er auch Consuelo Suncín Sandoval kennen, die Frau von Antoine de Saint-Exupéry, die er mehrfach malte.
Im Sommer 1938 besuchte er einen Sommerkurs  an der Städel-Schule in Frankfurt am Main bei Franz Karl Delavilla. Im darauffolgenden Jahr hielt er sich als Schüler von Jean Villeri in Paris auf, kehrte jedoch bei Kriegsausbruch nach Frankfurt zurück. Dort wurde er 1940 von der Gestapo verhaftet und inhaftiert. Danach konnte er wieder als Maler und Grafiker arbeiten, wurde jedoch 1943 eingezogen und verbrachte seine Militärzeit in Russland und Nordfrankreich. 1944 geriet er dort in Kriegsgefangenschaft, kam als Kriegsgefangener nach Southampton, später ins Kriegsgefangenenlager Northumberland "POW Camp 18" und wurde dann ins Kriegsgefangenenlager 186, Berechurch Hall bei Colchester in Essex verbracht. In dieser Zeit entstanden viele Zeichnungen von Mitgefangenen, aber auch Skizzen und Darstellungen umliegender Schlösser.
Nach seiner Freilassung nahm Goetz 1946 seine künstlerische Arbeit in Bad Schwalbach wieder auf. Noch im gleichen Jahr wurde er Chefgrafiker im Atelier Werbekunst - W. Schulz GmbH in Frankfurt am Main. In diesen Jahren hatte er einen guten Kontakt zum Sinfonieorchester des AFN in Frankfurt und fertigte viele Zeichnungen und Bilder amerikanischer Musiker an. Dieser Kontakt verband ihn auch mit der Frankfurter Jazzszene. Für diese entwarf er auch das Plakat zum 1. Deutschen Jazzfestival im Jahre 1953. In dieser Zeit, 1949, führte er Auftragsarbeiten für das Modehaus Lanvin aus und gründete das Atelier für freie und angewandte Graphik „Quadrat“ im Philanthropin der jüdischen Gemeinde. 1951 wurde er als Dozent für Grafik-Design am „Institut für Modeschaffen“ (Mode-Werbegrafik) berufen. Von 1954 bis 1957 war er Vorstandsmitglied der Künstlervereinigung „Frankfurt Sezession“. 1955 saß er im „Gutachterausschuss für Bildende und Angewandte Kunst“ des Landes Hessen. Borris Goetz war 1958 Mitbegründer der Künstlervereinigung „Frankfurter Gruppe (neu)“ der Zimmergalerie Franck. 
1963 erhielt Goetz einen Lehrauftrag für Kunstgeschichte und musisches Sehen an der Akademie der Arbeit der Universität Frankfurt am Main. Im Jahr 1964 wurde er mit dem Internationalen Kunstpreis „Fundus Artis“ und einem Jahresstipendium ausgezeichnet. Im gleichen Jahr erlitt er bei einem Autounfall schwere Verletzungen, die schließlich dazu führten, dass er das Lehramt 1972 aufgeben musste; Borris Goetz siedelte nach Bad Münster um und widmete sich bis 1998 seinem künstlerischen Schaffen.

## Werke (Auswahl)
- 1955–1956 Wandbilder für das Bundespostgebäude in Frankfurt am Main
- 1957 Staatsaufträge für Kunst am Bau und ein Wandbild im Kurhaus Bad Schwalbach
- 1959–1960 Sieben Glasschlifffenster für die Ingenieurschule Kassel
- 1960–1961 Wandmosaik Casino Ihringshausen; Wandbild Universität Gießen
- 1961 Wandbildteppich Amtsgericht Bad Nauheim
- 1961 Künstlerische Gesamtgestaltung der Frankfurter Verkehrsausstellung Planungen von heute - Lösungen für morgen
- 1965–1970	Arbeit an der Bildfolge Anamorphosen und Triptychon in der evangelischen Kirche in Zell am Harmersbach, Schwarzwald
- 1972–1973	Wandbilder HL - Leibrand - Konzern in Rosbach/Taunus
- 1975	Glasplastik für die Brunnenhalle in Bad Münster a. Stein
- 1975–1979	Gestaltung des Kurmittelhauses und der Brunnenhalle in Bad Münster a. Stein
- 1980–1983	Christus aus dem Müll
- 1982–1984	Johannisbildtür der Kapelle Fehrenbacherhof/Schwarzwald

## Einzelausstellungen (Auswahl)
- 1939 	erste Ausstellung in Paris
- 1948	Retrospektivausstellung in der Galerie Amelang Frankfurt/Main
- 1954–1957	Teilnahme an den Jahresausstellungen Frankfurter Sezession in dieser Zeit
- 1955–1957	Beteiligung an Ausstellungen Deutscher Künstlerbund in Baden-Baden und Hannover/Main
- 1959	Ausstellung Extremes Format in Frankfurt/Main
- 1963	Ausstellung in Lyon
- 1964	Ausstellung in der Galerie Graphisches Kabinett Hollar, Prag/Tschechien
- 1967	Ausstellung Bühlerhöhe/Schwarzwald
- 1971	Ausstellung in Ascona/Schweiz, Ankauf durch die Seagram Foundation, New York/USA
- 1974	Keramikmalerei im Atelier Schmieder in Zell am Harmersbach
- 1984	Einzelausstellung Retrospektive 1933–1983 im Künstlerbahnhof Ebernburg e.V.
- 1988	Einzelausstellung Retrospektive im Karmeliterkloster Frankfurt/Main